# Hubert Parry
Sir Hubert Hastings Parry, in origine Charles Hubert Hastings Parry (Bournemouth, 27 febbraio 1848 – Rustington, vicino a Littlehampton, 7 ottobre 1918), è stato un compositore e docente inglese di musica. La sua opera più conosciuta è probabilmente Jerusalem, basata sul poema di William Blake.

## Biografia
Nato a Bournemouth, Hampshire, e cresciuto a Highnam Court, Gloucestershire, era il figlio di un artista non professionista. Fu educato al college di Eton e all'Exeter College, Oxford.
Studiò con lo scrittore inglese Henry Hugo Pierson a Stoccarda e con William Sterndale Bennett e con il pianista Edward Dannreuther a Londra. I suoi primi lavori importanti risalgono al 1880: si tratta di un concerto per pianoforte e orchestra e di una corale per il Prometheus Unbound (Prometeo liberato) di Shelley.
La prima messa in scena di quest'ultimo è spesso stata citata per segnare l'inizio di una rinascita nella musica classica inglese. Parry ebbe grande successo al suo tempo e l'ode Blest Pair of Sirens (1887) lo rende il maggiore compositore corale inglese dei suoi giorni. Quelle di maggior successo di una lunga serie di opere simili erano l'Ode on Saint Cecilia's Day (1889), gli oratori Judith (1888) e Job (1892), il salmo De Profundis (1891) e The Pied Piper of Hamelin (1905). I suoi lavori orchestrali di questo periodo includono quattro sinfonie, l'Overture to an Unwritten Tragedy (1893) e l'Elegy for Brahms (1897).
Parry entrò a far parte del Royal College of Music nel 1884 e fu nominato suo direttore nel 1894, incarico che mantenne fino alla sua morte. Nel 1900 successe a John Stainer come professore di musica all'Università di Oxford. I suoi lavori successivi comprendono una serie di sei "ethical cantatas", lavori sperimentali con cui sperava di rimpiazzare le forme tradizionali di oratorio e di cantata. Esse in genere non riscossero successo tra il pubblico dell'epoca, sebbene Elgar avesse ammirato The Vision of Life (1907) e The Soul's Ransom (1906); hanno avuto diverse rappresentazioni moderne. Parry rassegnò il suo incarico a Oxford su consiglio dei medici nel 1908 e nell'ultimo decennio della sua vita produsse alcune delle sue opere migliori, tra cui la Symphonic Fantasia '1912' (chiamata anche Sinfonia n. 5), l'Ode on the Nativity (1912), Jerusalem (1916) e le Songs of Farewell (1916 – 1918).
Influenzato principalmente da compositori come Bach e Brahms, Parry sviluppò un potente stile diatonico, che a sua volta influenzò futuri compositori inglesi come Elgar e Vaughan Williams. Il suo pieno sviluppo come compositore fu quasi certamente ostacolato dall'immensa quantità di lavoro che intraprese, ma la sua energia e il suo carisma, per non dire delle sue capacità come insegnante e amministratore, lo aiutarono a mettere l'arte della musica al centro della vita culturale Inglese. Collaborò con il poeta Robert Bridges e fu responsabile di molti testi sulla musica, compresi The Evolution of the Art of Music (1896), il terzo volume dell'Oxford History of Music (1907) e uno studio su Bach (1909).
Morì nel 1918, vittima dell'influenza spagnola.

## Composizioni
| Aiuto I Was Glad ( info file ) Registrato dal Coro di San Matteo | Aiuto Deep sung by the Chorale ( info file ) Registrato da David W. Solomons come Chorale | Aiuto Psalm 84 (Book of Common Prayer) ( info file ) Set to a chant by Charles Hubert Parry |